# Caldeirão Grande do Piauí
Caldeirão Grande do Piauí est une municipalité brésilienne située dans l'État du Piauí.